# Theodore A. Parker III
Theodore Albert Parker III (ur. 1 kwietnia 1953 w Lancaster, zm. 3 sierpnia 1993 w południowo-zachodnim Ekwadorze) – amerykański ornitolog specjalizujący się w ptakach krainy neotropikalnej.

## Życiorys
Theodore A. Parker III urodził się 1 kwietnia 1953 w Lancaster. Kiedy miał 6 lat, babcia zabrała go do muzeum historii naturalnej, dzięki czemu młody Parker zafascynował się historią naturalną i podjął decyzję o zostaniu przyrodnikiem. W wyprawach terenowych towarzyszył mu młodszy brat Blanford. W wieku młodzieńczym Parker był znudzony szkolnym programem nauczania i na pierwszym planie stawiał swoje przyrodnicze pasje. W ostatnim roku nauki w szkole średniej i pierwszym w szkole wyższej – 1971 – podjął się pobicia rekordu liczby zaobserwowanych w ciągu jednego roku gatunków ptaków (big year) na obszarze Stanów Zjednoczonych i Kanady. Ustanowił nowy rekord, wynoszący 627 gatunków (zamiast poprzednich 598).
W 1971 Parker wstąpił na University of Arizona. W drugim semestrze nauki odbył pierwszą wyprawę do Meksyku i krainy neotropikalnej. Wiosną 1974 roku Parker został wybrany przez George’a H. Lowery’ego do pomocy w organizowanej przez Louisiana State University (LSU) ośmiomiesięcznej wyprawie ornitologicznej do Peru. W 1976 poślubił Susan Allen. Niemal od razu po ślubie Theodore i Susan udali się w siedmiomiesięczną wyprawę do Peru. Ze względu na długie nieobecności Parkera małżeństwo rozpadło się. Od połowy lat 70. do lat 80. XX wieku głównym źródłem dochodu Parkera było prowadzenie wycieczek ornitologicznych, głównie dla Victor Emanuel Nature Tours. Do 1993 przeciętnie połowę roku spędzał w terenie. Drugą po ornitologii pasją Parkera była koszykówka. W 1980 poznał Carol Walton, z którą pięć lat później ożenił się. Zasługi Parkera dla LSU oraz postać innego ornitologa, Johna O’Neilla, stały się tematem książki A Parrot Without a Name: the Search for the Last Unknown Birds on Earth. Autor przytacza historię, w której Parker odkrył nowy gatunek ptaka wróblowego dzięki zasłyszeniu dotąd nieznanej mu pieśni. Znany był z niezwykłej pamięci do głosów ptaków – według pośmiertnego wspomnienia już w połowie lat 80. XX wieku potrafił zidentyfikować od 80 do 90% awifauny obszaru od Meksyku do południowo-wschodniej Brazylii jedynie po głosie; potrafił w ten sposób rozpoznać blisko 4000 gatunków ptaków. Na temat jego zdolności do rozpoznawania ptaków w terenie krążyło wiele anegdot. Jedna z nich opowiada o sytuacji, w której znajomy Edwarda Wolfa, mammaloga, odtworzył Parkerowi nagrane w Boliwii poranne odgłosy ptaków (dawn chorus), by ten przeanalizował je. Parker stwierdził, że w tle słyszy ptaka z nieopisanego dotąd gatunku z rodzaju Herpsilochmus. Przynajmniej do 2011 zagadka pozostała nierozwiązana i możliwe, że stwierdzenie Parkera okaże się prawdą. Za swoje zasługi dla LSU pośmiertnie uzyskał doktorat (Ph.D.) na tym uniwersytecie.
Theodore A. Parker III zmarł w katastrofie samolotu około 500 km na południowy zachód od Quito. 3 sierpnia 1993 podczas rutynowej kontroli tempa wycinki lasu w południowo-zachodnim Ekwadorze późnym popołudniem samolot w wyniku błędów w nawigacji wpadł w obłok mgły i rozbił się o górę. Z katastrofy ocalały narzeczona Parkera, Jaqueline Goerck – zaangażowana w ochronę przyrody – i Carmen Bonifaz, ekwadorska biolog. Zginął między innymi także Alwyn Howard Gentry, amerykański botanik i kolekcjoner okazów. We wspomnieniu Parker został opisany jako człowiek z ujmującą osobowością, łączący niezrównane zdolności ornitologiczne, audiofilską pamięć i muzealne korzenie z brakiem wiary w siebie.

## Dorobek i upamiętnienie
Parker jest współautorem Birds of Peru. Dostarczył również wielu informacji dotyczących życia ptaków opisanych autorom Birds of the High Andes (1990). Przekazał do Library of Natural Sounds (LNS) Cornell University ponad 15 tysięcy nagrań; w internecie dostępnych jest 10798 z nich. Nazwiskiem Parkera i Gentry’ego nazwana jest nagroda Parker/Gentry Award, przyznawana przez Muzeum Historii Naturalnej w Chicago osobom szczególnie zaangażowanym w ochronę światowego dziedzictwa przyrodniczego. Parkera upamiętniono w następujących nazwach naukowych ptaków:
- Parkerthraustes humeralis – amazonek
- Cercomacroides parkeri – mrówinek samotny
- Glaucidium parkeri – sóweczka ciemna
- Herpsilochmus parkeri – mrówczynek maskowy
- Metallura theresiae parkeri – metalik miedziany podg. parkeri
- Phylloscartes parkeri – tyrańczyk skryty
- Scytalopus parkeri – krytonosek długoskrzydły